# Zaebyście
Zaebyście – singel Ekipy Friza oraz rapera Qry z albumu studyjnego Sezon 3. Singel został wydany 8 kwietnia 2021 roku. Tekst utworu został napisany przez Ekipę Friza i Qry.
Nagranie uzyskało certyfikat platynowej płyty w 2021 roku.
Singel zdobył ponad 22 milionów wyświetleń w serwisie YouTube (2023) oraz ponad 9 milionów odsłuchań w serwisie Spotify (2023).

## Nagrywanie
Utwór został wyprodukowany przez Rafała Łosika. Za mix/mastering utworu odpowiada Jarosław “JARO” Baran. Tekst do utworu został napisany przez Ekipę Friza i Qry.

## Twórcy
- Ekipa Friza, Qry – słowa[1][2]
- Ekipa Friza, Qry – tekst[1]
- Rafał Łosik – produkcja[1][2]
- Jarosław “JARO” Baran – mix/mastering[1]